# Marcel Grant
Pour les articles homonymes, voir Grant.
Marcel Grant est un réalisateur, scénariste et producteur britannique, né le 19 juillet 1961 à Londres, Angleterre. Il a établi Dancing Brave Pictures, une société indépendante de production de films, en 2005. Il a écrit et réalisé deux longs-métrages, Just Inès et Coffe Sex You, et un moyen métrage qui s’intitule What’s Your Name 41?

## Biographie
Marcel Grant  était pensionnaire à l’école de Reed dans le Surrey, (Angleterre). Après avoir terminé ses études, il a réussi comme artiste dans l’industrie de la musique. Puis, il a dirigé avec beaucoup de succès une boîte de nuit à Londres et a fait partie du mouvement de musique et de mode New Romantic pendant les années 1980. Ensuite, il s’est réinventé en tant que promoteur immobilier. 
Grant a commencé sa carrière en film à la fin des années 1990 quand il a cofondé la société de production Pagoda qui a produit Gangster Number 1 en 2000. Ce film était acclamé par les critiques et avait Paul Bettany et Malcolm McDowell en vedette. Cette même année là, il est fréquenté l’école de film de New York à Londres pour apprendre à réaliser les films. Après qu’il a reçu son diplôme, Grant a établi la société Shipwreck Film avec laquelle il a fait cinq courts métrages : Shoot All The People ; A Deal Is A Deal ; Burning City ; Mr Known It All ; et I Own You. Le dernier film qu’il a produit à Shipwreck Film était le moyen métrage What’s Your Name 41? en 2005. Le film était projeté à un nombre de festivals en Europe et aux États-Unis, y compris Cannes Court Métrage, Directors Lounge à Berlin et le festival de film indépendante de Californie. 
En 2009, Shipwreck Film s’est transformé en Dancing Brave Pictures, la société de production que Grant a utilisé pour tourner deux longs-métrages, Just Inès et Coffee Sex You. 
À l’affiche de Just Inès est l’actrice française Caroline Ducey qui est connu pour son rôle dans le film controversé Romance de Catherine Breillat. L’avant-première de Just Inès a eu lieu au festival international de film de Mannheim-Heidelberg en 2010. Le film était ensuite projeté au festival international du film du Caire et au festival international du film de Belgrade.
À l’avenir, Coffe Sex You est actuellement en post-production et sera sortie en 2011. Grant va aussi bientôt tourner un nouveau film.

## Filmographie

### Réalisateur
- 2005 (Moyen Mètrage) : What’s Your Name 41?
- 2010 : Just Inès
- 2011 : Coffee Sex You

### Scénariste
- 2005 (Moyen Mètrage) : What's Your Name 41?
- 2010 : Just Inès
- 2011 : Coffee Sex You

### Producteur
- 2000 : Gangster Number 1 (Gangster No.1)
- 2005 (moyen métrage) : What's Your Name 41?
- 2010 : Just Inès
- 2011 : Coffee Sex You